# Cornelius Hartz
Cornelius Hartz (ur. 28 września 1973 w Lubece) – niemiecki filolog klasyczny, pisarz, scenarzysta i tłumacz.

## Życiorys
Studiował łacinę, grekę i język angielski na Uniwersytecie w Hamburgu, na którym również obronił doktorat z poezji greckiej i łacińskiej. Zajmuje się również redagowaniem. Mieszka w Hamburgu.

## Książki przetłumaczone na język polski
- My chcemy orgii!!! Jak świętowali starożytni Rzymianie, Bellona SA 2017, ISBN 978-83-11-14436-1